# 我謝よしか
我謝 よしか（がじゃ よしか、1985年2月12日 - ）は、日本のモデル、女優、タレント。アスタリスクのモデルセクション・Office Jinggis所属。旧芸名は加藤 美佳（かとう よしか）、我謝 レイラニ（がじゃ レイラニ）。本名は我謝 美佳 レイラニ。
東京都出身。身長165cm、血液型はB型。東京都立代々木高等学校卒業（現在は廃校）。
父親が日本人と台湾人のハーフ、母親が日本人とハワイ系アメリカ人のハーフ。本人は日本生まれ、日本育ち。ハワイアンネームである「レイラニ」 (Leilani) には「天使の子」という意味があり、日本名の「美佳」はミドルネームである。

## 来歴
- 1999年 - 扶桑社の雑誌『junie』公開モデルオーディションにて準グランプリを受賞。モデルデビューを果たす。
- 2002年 - テレ朝エンジェルアイに選出される。
- 2003年1月 - 『仮面ライダー555』に長田結花 / クレインオルフェノク役でレギュラー出演する。
- 2004年8月 - ブレンデンからフリップアップへ移籍。
- 2008年4月 - フリップアップから4D Emotionへ移籍。
- 2008年7月 - 芸名を加藤 美佳から我謝 レイラニに改名。
- 2009年4月 - 4D Emotionからファンタスタープロモーションへ移籍。
- 2009年6月 - ファンタスタープロモーションがヴィズミックスターに改称。
- 2012年7月 - 株式会社サディーカへ移籍。
- 2015年4月 - 株式会社アスタリスクへ移籍。
- 2020年末より活動名を我謝 よしかとする[3]。

## 人物
- 『踊る!さんま御殿!!』出演時に「自分はクォーターだが中国語も英語も喋れない」と述べている。また「レイラニ」という名については「母親が考えてつけてくれた」と話している。
- 趣味はバイク、映画観賞、妄想、映像編集。
- 長所については「嫌な事をすぐ忘れられる」、短所は「記憶力が無い」。
- 好きな食べ物：ヘチマスープ、嫌いな食べ物：ピーナッツバター。また酒好きで酒豪である。
- 運動能力が高い。好きなスポーツは球技全般[4]。
- テレビ番組で知り合った小倉優子は親友で、「よっちー」と呼ばれている。また、「よっちーは優子の彼氏」とも言われている。
- 小倉の他に、本人のブログに登場する交友関係のある人物は秦れい、秋山莉奈、瀬戸早妃、木口亜矢などがいる。
- 3歳上の姉が1人いる。本人のブログによるとハワイに住んでるとのこと。
- 本人は明るく活発な性格だが、暗い役や怖い役を演じることが多い。
- 特殊小型船舶と大型二輪 、運転免許を所持している。
- 小学生時代は泣き虫だった[5]。

## エピソード

### 仮面ライダー555
『仮面ライダー555』 DVD Vol.12の特典映像として収録された泉政行と唐橋充とのスペシャルトークで、以下のエピソードを語っている。
- 『仮面ライダー555』は初めて長期ドラマのレギュラーを獲得した作品であり、我謝としても思い入れのある作品と語っている。なお、前作『仮面ライダー龍騎』のオーディションにも参加していたが、落選している。
- オーディションの前日に両親と大喧嘩をしてしまい、当日は非常に不機嫌な状態であり、それが良い印象を持たれて受かったのではないかと語っている。今だったらとても考えられないが、選考スタッフたちとも前年のこともあり初対面ではなかったのが功をなした結果とも語っている。なお、当初はライダー側のヒロインである園田真理役でエントリーしていたという。
- 撮影で一番辛かったエピソードとしては、第3話「王の眠り」（演出は長石多可男）の回だったという。義妹と共に在籍しているバスケットボール部の部員たちからボールを次々と投げ付けられ、ゴール下で倒れるシーンで「倒れる場所が違う」とダメ出しを受け、何十回をやり直しをさせられたという。また、カット割りでボールを投げ付けられる描写は痛々しく描かれているが、本人としては肘などに当たっていたのでそれほど痛くなく、むしろ太腿など脂肪の多い部分に当てられる方が痛いと語っている。

## 出演
※印があるものは我謝レイラニ名義、他はすべて加藤美佳名義。

### テレビドラマ
- ツーハンマン（テレビ朝日） - ゲスト
- 仮面ライダー555 第3話 - 44話（2003年2月 - 12月、東映） - 長田結花 役
- 19borders（2004年10月 - 12月、BS日テレ） - 相田聡美 役
- ロケットボーイズ（2006年1月 - 3月、テレビ東京） - 神野茉莉 役
- 夜王 第6話（2006年1月 - 3月、TBS） - 蛍 役
- ギャルサー（2006年、日本テレビ） - 黒組・ナミエ役
- たったひとつの恋（2006年、日本テレビ） - 月丘菜緒（綾瀬はるか）の友人 役
- 嫌われ松子の一生（2006年、TBS）
- ヒミツの花園（2007年、フジテレビ）
- 新・美味しんぼ（2007年、フジテレビ） - サチコ・サエキ 役
- 肩ごしの恋人（2007年、TBS） - 松下美樹 役
- リッチマン、プアウーマン（2012年、フジテレビ） - アカウントプランナー 役 ※
- 月曜ゴールデン 十津川警部シリーズ54（2015年、TBS） - 神在みゆき 役 ※

### 情報・バラエティ
- アイドルアイランド（2001年10月 - 2002年3月、BSフジ）
- 世界ふしぎ発見! ミステリーハンター（2005年10月29日、TBS） - カナダ・バンクーバー
- IQサプリ（2004年、フジテレビ）
- ダウンタウンDX（2006年6月・2007年1月、日本テレビ）
- オールスター感謝祭（2006年9月・2007年3月、TBS）
- むちゃぶり!（2007年5月27日、TBS） - 出川哲朗と共にゲスト出演
- マルコポロリ（2008年6月、関西テレビ） - ゲスト出演
- 美しき青木・ド・ナウ（2008年10月20日・27日、テレビ朝日） - ※ゲスト出演
- 踊る!さんま御殿!!（2008年10月21日、読売テレビ） - ※ゲスト出演
- クイズ!紳助くん（2008年7月14日・2009年6月15日、朝日放送）
- 超ド級！世界のありえない映像博覧会3（2009年10月5日、フジテレビ） - ※ゲスト出演
- 踊る!さんま御殿!!SP（2009年10月6日、読売テレビ） - ※ゲスト出演
- ザ・ベストハウス123（2009年、フジテレビ） - ※度々ゲストとして出演
- 家電's Walker（2009年11月 - 、BS11） - ※レギュラー出演
- 美少女ヌードル（2012年8月15日、テレビ朝日） - ※ゲスト出演

### 映画
- THE SECRET SHOW（2005年）
- 劇場版 仮面ライダー555 パラダイス・ロスト（2003年、東映） - 長田結花 役
- キル・鬼ごっこ（2003年） - 主演・シオリ 役
- バッシュメント（2005年）
- 戦闘少女 血の鉄仮面伝説（2010年） - レポーター役 ※

### オリジナルビデオ
- てれびくん全員サービスビデオ「仮面ライダー555 ハイパーバトルビデオ」（2003年） - 長田結花 役
- 宮内洋探検隊の超常現象シリーズ（2007年、角川ヘラルド映画）
- 仮面ライダー555 20th パラダイス・リゲインド（2024年、東映） - 長田結花 役（回想）

### PV
- SunSet Swish「マイペース」「風のランナー」

### 舞台
- 山茶花（DMF、作・演出：宮城陽亮、2009年）

### CM
- 岩下食品　岩下の新生姜（2012年）
- 富士生命
- ネスカフェ ドルチェ グスト GENIO S（2021年）

## 出版物
※印があるのは我謝レイラニ名義、他はすべて加藤美佳名義。

### 雑誌
- BICYCLE NAVI ※

### 写真集
- 結花×美佳 from 仮面ライダー555（2003年12月、角川書店、撮影：御厩泰文、編集：ニュータイプザライブ編集部）ISBN 978-4048537186
- Leilani（2003年7月18日、ワニブックス、撮影：西田幸樹）ISBN 978-4847027666

### CD
- 仮面ライダー555 ブックCD（2003年）
- 仮面ライダー555 フォトブック CD 6 長田結花（2004年）

### DVD
- YopiKA 01（D-Splash!）（2001年9月、キングレコード）
- テレ朝エンジェルアイ ワクワク・ドキドキ宣言!（2002年8月、avex io）
- テレ朝エンジェルアイ 南の島で大運動会（2002年10月、avex io）
- My Fairy Little Sister series 第2章『いもうとはアイドル?』（2003年6月、GPミュージアム）
- 加藤美佳（2004年4月、ベガファクトリー）
- NEW（2005年2月、フォーサイド・ドット・コム）
- アラビアンランプ（東京美優）（2005年6月、GPミュージアムソフト）
- My favorite place～好きな場所～（ウルトラヒロイン）（2005年9月、フォーサイド・ドット・コム）
- 美らSunshine（2006年1月、フォーサイド・ドット・コム）
- 今すぐ…逢いタイ（2006年4月、イーネットフロンティア）
- チョベリバRe:（アイドル ワン）（2006年7月、ラインコミュニケーションズ）
- COVER GIRL（2008年7月）